# Ernest Sauter
Ernest Sauter (* 9. Juli 1928 in München; † 8. Dezember 2013 ebenda) war ein deutscher Komponist.

## Leben
Nach der frühen Kindheit in München erfolgte 1935 die Übersiedlung nach Leipzig. In dieser Zeit vermittelte das rechtskonservative Elternhaus nur die Musik der Wiener Klassik und der deutschen Romantik bis Richard Wagner und vermied jede Beeinflussung durch zeitgenössische Musik. Erste Eindrücke neuerer Musik vermittelte der Komponist Felix Petyrek, in dessen Haus der Heranwachsende Klavierunterricht erhielt. Der Besuch der Thomasschule (Bachpflege) sensibilisierte sein Hörvermögen. Bei Kriegsende auf der Flucht in die Vaterstadt gingen fast alle ersten Schreibversuche verloren oder wurden vernichtet. Im Handgepäck gerettet wurde Saitenspiel.
1947 nach dem Abitur begann Sauter das Klavierstudium in München an der Akademie der Tonkunst, das er 1949 jedoch aus finanzieller Notlage abbrechen musste. In Zusammenhang mit privaten Studien bei seiner bisherigen Klavierlehrerin Maria Landes-Hindemith erhielt er einen neuen Anstoß zum Komponieren durch deren Mann Rudolf Hindemith – jedoch in zu wenig progressiver Richtung –, dessen Kritik an der „Musica Viva“ (Karl Amadeus Hartmann) schließlich zum Zerwürfnis führte.
Ende der 1950er Jahre war Sauters Begegnung mit der Kunstform Ballett durch Gastspiele des Berliner Balletts und amerikanischer Compagnien der Anlass, sich der neu gegründeten „Jungen Ballett Compagnie“ (JBC, Deutsches Ballett-Theater, Bonn) anzuschließen; dadurch überwogen zunächst Auftragsarbeiten wie Arrangements (Es war eine köstliche Zeit, Bayernhalle, BR München), Instrumentationen (Bizet, Jeux d’enfants). Er schrieb für die JBC als erstes Ballett Blue Jeans (TV-Aufzeichnung des SR). Die Auflösung der JBC verursachte in der Folge eine erneute materielle und psychische Krise; nicht veröffentlichte Werke wurden auf Grund von Selbstkritik von ihm vernichtet.
1965 erging an Sauter durch Yvonne Georgi, Ballettchefin am Opernhaus Hannover ein Kompositionsauftrag für ein neues Ballett (Finale). Trotz der erfolgreichen Aufführung verhinderte das plötzliche Ausscheiden Georgis aus dem Hochschul- und Theaterdienst eine weitere Vertiefung und Bindung an diesen neuen Wirkungskreis. 1976 entstand innerhalb einer Vorlesungsreihe Realisation einer Komposition in Zusammenarbeit zwischen Tonmeister und Komponist (im Tonstudio der Staatl. Hochschule für Musik und Theater, Hannover) nach der Spiegelgeschichte von Ilse Aichinger eine szenische Musik im Vier-Kanal-System („Remontage“), die 1977 anlässlich der Tage der Neuen Musik in Hannover uraufgeführt wurde. 1978 folgte als Requiem für eine Tänzerin durch Germinal Casado eine Inszenierung dieser Tonbandmusik für Tänzer am dortigen Staatstheater, die zu einem lang anhaltenden Erfolg wurde.
Bedenken, als „neuer Mann des Balletts“ eingestuft zu werden, und der Wunsch, die eigene Unabhängigkeit zu bewahren, vielleicht auch die Sehnsucht, „woanders zu sein“, waren die Gründe für den Entschluss des Komponisten, in den Süden Frankreichs zu übersiedeln. Dank dem Verständnis und dem Einsatz mancher Freunde, vor allem von GMD George Alexander Albrecht in Hannover, wurde es möglich, in der Einsamkeit und Ruhe der Provence zu arbeiten, ohne die Kontakte zur Außenwelt zu verlieren. Hier entstand als erstes größeres Werk 1983/84 das abendfüllende Ballett Till Eulenspiegel nach de Costers Roman La Légende d’Ulenspiegle (wiederum als Auftragswerk der Niedersächsischen Staatsoper Hannover). 1986 wählte Sauter das in den Dentelles – nahe Orange und Avignon – gelegene Dorf Suzette als neuen Wohnsitz. Hier schrieb er sein erstes, Gerhard Oppitz gewidmetes Klavierkonzert (Concert Russe), das von dem Widmungsträger anlässlich des Tschaikowsky-Jahres 1993 in Hannover erfolgreich uraufgeführt wurde.
Der Wunsch, sich in der neuen Wahlheimat auch ein eigenes Wirkungsfeld zu schaffen, wurde zur Triebfeder, alljährlich im Sommer in der kleinen Bergkirche von Suzette unter akustisch hervorragenden Gegebenheiten Konzerte für kleinere Kammermusik-Ensembles zu organisieren: Sauter gründete das Festival MUSIQUE D’ÉTÉ À SUZETTE mit der Zielsetzung, einem interessierten Publikum nicht nur Werke der Klassik, sondern auch zeitgenössischer Komponisten (Penderecki, Ligeti, Schnittke u. a.) zu bieten. Nach mehrjähriger Aufbauarbeit entstand damit auch für den Komponisten die Möglichkeit, eigene Werke für diesen Rahmen zu schreiben und von hervorragenden Interpreten aufführen zu lassen, wie beispielsweise Verrà La Morte, der Sopranistin Christina Ascher und dem Szymanowski-Quartett gewidmet, oder die drei Streichtrios, dem Deutschen Streichtrio gewidmet.

## Werke (Auswahl)

### Kompositionen
- 1945 Saitenspiel, 6 kleine Chorsätze nach japanischer Lyrik (Übertragung v. Manfred Hausmann)
- 1960 Blue Jeans Story, Ballett für die Junge Ballett-Compagnie, TV-Aufzeichnung des  Saarländischen Rundfunks
- 1963 Finale, Ballett
- 1976 Remontage, elektroakustische Tonbandmusik, Kompositionsauftrag der Staatl. Hochschule für  Musik und Theater, Hannover
- 1981 Drei Studien nach den 51 Übungen von Brahms für zwei Klaviere
- 1982 Métrages pour flûte, harpe et percussion, Musik zu einem abstrakten Film von Kurt Kranz
- 1984 Till Eulenspiegel, abendfüllendes Ballett, Kompositionsauftrag des Niedersächsischen  Staatstheaters, Hannover
- 1988 Essai sur l’accord prométhéen pour alto seul et trio à cordes
- 1991 Concert Russe, Konzert für Klavier und großes Orchester, Gerhard Oppitz gewidmet,  Kompositionsauftrag des Niedersächsischen Staatsorchesters, Hannov er
- 1997 Verrà la morte, Musik für Mezzosopran und Streichquartett nach einem Text von Cesare Pavese
- 1999 Streichtrio
- 2000 Toccata sur le nom B-A-C-H für Klavier
- 2000 Essai sur l’accord prométhéen pour alto seul et orchestre à cordes (revidierte Orchesterfassung  der Quartettfassung von 1988)[1]
- 2001 Ballade pour violon, alto et violoncelle
- 2005 Musique Romantique pour violoncelle seul et trio à cordes (À la mémoire d’Arenski)
- 2007 3me Trio pour violon, alto et violoncelle

Sämtliche veröffentlichten Kompositionen von Ernest Sauter sind im Deutschen Komponistenarchiv.

### Literarische Arbeiten
- 1984 Till Eulenspiegel Notizen nach getaner Arbeit, Edition Kunzelmann GmbH, Adliswil/Zürich
- 1972 Instrumentation, ein Versuch über die Arbeit mit dem Klang, Text für eine Sendereihe im  Bayerischen Rundfunk, München als Manuskript gedruckt, © Verlag Walter Wollenweber

## Tonträgerproduktion
- 2010 Sämtliche Streichtrios, Ars Produktion ARS 38 492 in Lizenz der BRW-Service GmbH• Koproduktion mit dem Bayerischen Rundfunk • Produzent : Annette Schumacher  •©Stiftung Ernest Sauter •(p)2010[5][6]